# Catasticta lisa
Catasticta lisa é uma borboleta da família Pieridae encontrada no Peru. A espécie foi descrita pela primeira vez por Baumann e Reissinger, em 1969.